# Sveta Lucija
Sveta Lucija (wł. S. Lucia) – wieś w Chorwacji, w żupanii istryjskiej, w gminie Oprtalj. W 2011 roku liczyła 44 mieszkańców.